# Kristin Booth
Kristin Booth (Née le 28 août 1974 à Kitchener, Ontario) est une actrice canadienne.

## Biographie
Elle est diplômée en 1997 du BFA au Ryerson Theatre School (Université de Ryerson) à Toronto,
ainsi que du Rockway Mennonite Collegiate (en) à Kitchener  en Ontario.

## Filmographie

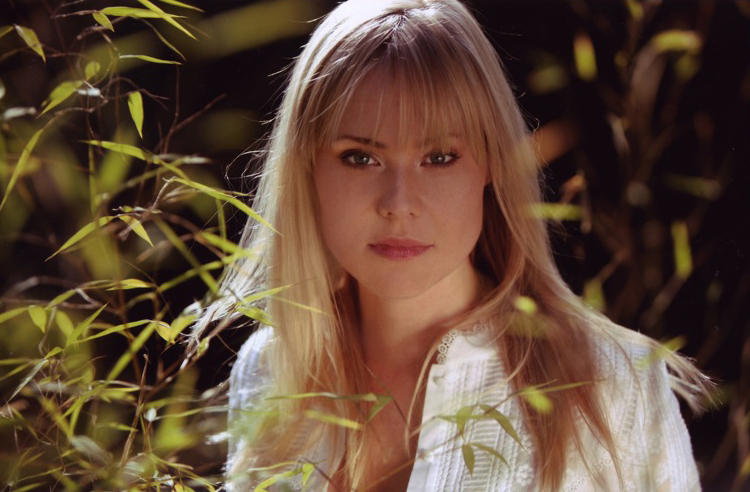
Kristin Booth en 2008.

### Cinéma

#### Film
- 1999 : Detroit Rock City : Cashier
- 2000 : Fausses Rumeurs : Diane
- 2000 : Sexe Intentions 2 : Lauren (non créditée)
- 2001 : On the Line (en) : Sam
- 2003 : Foolproff (À toute épreuve) : Sam
- 2006 : Kardia (en) : Sally
- 2007 : Kaw : Cynthia
- 2007 : Jeunes adultes qui baisent (Young people fucking) : Abby
- 2007 : This Beautiful City (en) :  Pretty
- 2009 : Crackie : Gail
- 2009 : Defendor : Wendy Carter
- 2010 : At Home by Myself...With You : Romy
- 2011 : Cloudburst : Molly
- 2012 : Below Zero : Penny / Paige
- 2013 : Sex After Kids (en) : Bethany

#### Court métrage
- 2010 : Bagged : Emma
- 2010 : American wife : Amy
- 2010 : Three Mothers : Colleen Date
- 2010 : Love Letter from an Open Grave : Lisa

### Téléfilms
- 1998 : Ice : Tempête de glace aux USA : Jessica
- 1999 : Crime in Connecticut: The Story of Alex Kelly : Ashley Roberts
- 2001 : Jewel : Annie Hilburn (à 19 ans)
- 2003 : Burn: The Robert Wraight Story : Marita Wraight
- 2004 : Sleep Murder[2] : Dr. Macy Olsen
- 2008 : My Best Friend's Girl : Melissa
- 2010 : Harriet l'espionne : La Guerre des blogs : Golly
- 2010 : Une illusion d'amour (Sundays at Tiffany's) : Jaqueline
- 2013 : Signed, Sealed, Delivered (La lettre de Kelly) : Shane McInerney
- 2014 : Signed, Sealed, Delivered for Christmas : Shane McInerney
- 2015 : Signed, Sealed, Delivered From Paris With Love : Shane McInerney
- 2015 : Signed, Sealed, Delivered Truth Be Told : Shane McInerney
- 2015 : Signed, Sealed, Delivered The Impossible Dream : Shane McInerney
- 2016 : Signed, Sealed, Delivered From The Heart : Shane McInerney
- 2016 : Signed, Sealed, Delivered One In A Million : Shane McInerney

### Séries Télévisées
- 2004 : ReGenesis : Daisy Markovic (4 épisodes)
- 2005 : Show Me Yours : Olivia (6 épisodes)
- 2005 : The Newsroom : Nora (6 épisodes)
- 2006 : Prairie Giant : Irma Douglas
- 2007 : The Company : Adelle Sweet Kristsky - (saison 1 - épisode 2)
- 2008 : MVP: The Secret Lives of Hockey Wives :
- 2011 : Les Kennedy (The Kennedys) : Ethel Kennedy
- 2014 : Orphan Black : Bonnie Johanssen - (4 épisodes)
- 2014 : Signed, Sealed, Delivered : Shane McInerney
- 2019 : Hudson et Rex, saison , épisode 6 «L’amie des bêtes» : Tracy

## Doublage
- Producing Parker (à partir de 2009) - Parker Kovak (Voix)

## Récompenses et nominations
| Années | Récompense            | Catégorie                                           | Film                         | Résultat   |
| ------ | --------------------- | --------------------------------------------------- | ---------------------------- | ---------- |
| 2005   | Prix Gemini           | Meilleur second rôle féminin dans un guest rôle     | ReGenesis                    | Lauréat    |
| 2008   | Prix Génie            | Meilleure performance d'actrice dans un second rôle | Young people fucking         | Lauréat    |
| 2009   | Prix Gemini           | Meilleure actrice guest                             | Flashpoint                   | Nomination |
| 2010   | Canadian Comedy Award | Meilleure interprétation féminine                   | At Home by Myself...With You | Lauréat    |